# Harmanec
Harmanec (allemand : Herm) , est un village de Slovaquie situé dans la région de Banská Bystrica.

## Histoire
Première mention écrite du village en 1957.

## Démographie

### Évolution de la population
| Année:               | 1994. | 2004.   | 2014.   | 2024.   |
| -------------------- | ----- | ------- | ------- | ------- |
| Nombre de personnes: | 944   | 918     | 869     | 827     |
| Différence:          |       | -2,75 % | -5,33 % | -4,83 % |

| Année:               | 2023. | 2024.   |
| -------------------- | ----- | ------- |
| Nombre de personnes: | 840   | 827     |
| Différence:          |       | -1,54 % |